# کرش (رودخانه آلمان)
کرش شاخه کوچکی در سمت چپ نکار در بادن-وورتمبرگ در ناحیه مرکز ایالت اشتوتگارت و پایین‌تر در ناحیه اسلینگن است. پس از نکار، دومین توده آبی بزرگ در اشتوتگارت است و حاصل تلاقی سیندلباخ سمت راست و آیشباخ چپ در اشتوتگارت -مهرینگن است. تقریباً بعد از ۲۷ کیلومتر به پایان می‌رسد بر فراز فیلدرن در محدوده شهر اسلینگن آم نکا به دایتسیساو است.

## نام
در ۱۳/۱۴ نام «کرسه» در طول قرن‌ها چندین بار و برای اولین بار در سال ۱۲۶۲ به دست آمده‌است. به هندواروپایی پسین *کاریسیا برمی گردد. اینجاست که کلمه «کار» به معنای «سخت/ سنگی» پنهان شده و اشاره به بستر نهر از این نوع دارد. در گویش این نام به صورت «کرش» تلفظ می‌شود. املای رسمی امروزی با "ö" احتمالاً بر روی یک نوع تلفظ موقت گویشی منتقل می‌شود یا به اصطلاح املای فوق صحیح است، زیرا در زبان سوابی صدای "ö" معمولاً بدون گرد به صورت "e" درک می‌شود.

## تاریخ رودخانه
مانند نکار در بالای پلوچینگر نکارنیس، کورش زمانی آب دریافتی اورلون در ثالث بود که در شرق به اوردوناو تخلیه می‌شد. در آن زمان، ژورای سوابی هنوز آنقدر در شمال بود که کرش در فلاتی جریان داشت که از آن زمان فرسایش یافته‌است. دره Neckar امروزی بین اسلینگن آم نکا و پلوشینگن زمانی بخشی از این سیستم رودخانه‌ای رو به شرق بود.
نکار (رود) که از رود راین می‌آید، مسیر خود را به سمت عقب و جلو به سمت این منطقه Urdonau در اواخر دوره سوم قطع کرد و Urlone و شاخه‌های آن را که از آن زمان به سمت غرب تخلیه می‌شود، کنده‌است. خم آشکار Neckar در نزدیکی Plochingen شاهد این روند زمین‌شناسی است. کورش، مانند نکار بالای پلخینگن، جهت جریان شرقی قدیمی را حفظ کرده‌است، به طوری که امروزه در جهت «نادرست» به سمت نکار در نزدیکی دیزیسائو جریان دارد و به داخل آن می‌ریزد.

## جغرافیا

### دوره

#### شعبه منبع Sindelbach
Sindelbach در حدود ۱ آغاز می‌شود کیلومتر مربع جنگل بین تقاطع بزرگراه اشتوتگارت در غرب و حومه اشتوتگارت- وایهینگن در شرق. سه آبراه بین جنگل Wannenhäule در غرب و Waldheim در شرق وجود دارد که طولانی‌ترین آنها از یک برکه می‌گذرد و در خروجی آن تا حدود ۴۶۳ m ü. NN بالا می‌رود.۴۶۳ m ü. NN جریان شروع می‌شود.
سیندلباخ جوان به سمت شمال حرکت می‌کند و دو شاخه دیگر را که یکی پس از دیگری ذکر شد می‌گیرد، پس از حدود نیم کیلومتر جنگل را ترک می‌کند و سپس به سمت شرق می‌پیچد. در حال حاضر او در اینجا با مناطق سکونتگاهی در دو طرف اشتوتگارت در فاصله بیش از ۳۰۰ همراه است. متر پس از یک کیلومتر و نیم به جریان خود در لوله‌ها ادامه می‌دهد، Rosentalsee را در استخر روباز Rosental و سپس Vaihinger Feuersee را تغذیه می‌کند و سپس وارد منطقه مسکونی شهر بزرگ می‌شود، جایی که ابتدا در لوله‌های زیر Vollmoellerstraße اجرا می‌شود. در مجموع پس از طی حدود دو و نیم کیلومتر از زیر فیلدربان در منطقه ایستگاه وایهینگن عبور می‌کند. پس از آن، فقط تا حدی با لوله از طریق یک منطقه صنعتی به سمت شرق عبور می‌کند، تا یک کیلومتر خوب در امتداد حومه با درختان و حداقل از یک طرف که با زمین‌های کشاورزی خالی از سکنه هم‌مرز است. برای مدت کوتاهی در Möhringen نیز به صورت باز جریان دارد، سپس دوباره از حدود Vikarstraße لوله می‌شود. بعد از کل حدود ۵٫۲ کیلومتر از سمت راست به همراه آیشباخ در جنوب شرقی مرکز موهرینگن جریان دارد.

#### شعبه منبع آیشباخ
آیشباخ در لبه شمال شرقی Möhringen، کمی شرق Riedsee در خیابان Sigmaringer ایجاد می‌شود. در مسیر غربی خود از این عبور می‌کند و سپس، همراه با مزارع در دو طرف، به آرامی به سمت جنوب می‌پیچد، در بخش غربی Tailfinger Straße وارد آن می‌شود، از اینجا با لوله از Rosenwiesstraße به سمت جنوب جریان می‌یابد و به سمت جنوب شرقی در زیر ایستگاه قطار حرکت می‌کند. در انتهای جنوبی آن سپس خیابان را از Filderbahnstraße و Streibgasse به Dinghofstraße دنبال می‌کند، اندکی پس از آن پس از دویدن ۲٫۲ جریان پیدا می‌کند. کیلومتر از سمت چپ همراه با Sindelbach به Körsch.

#### کورش

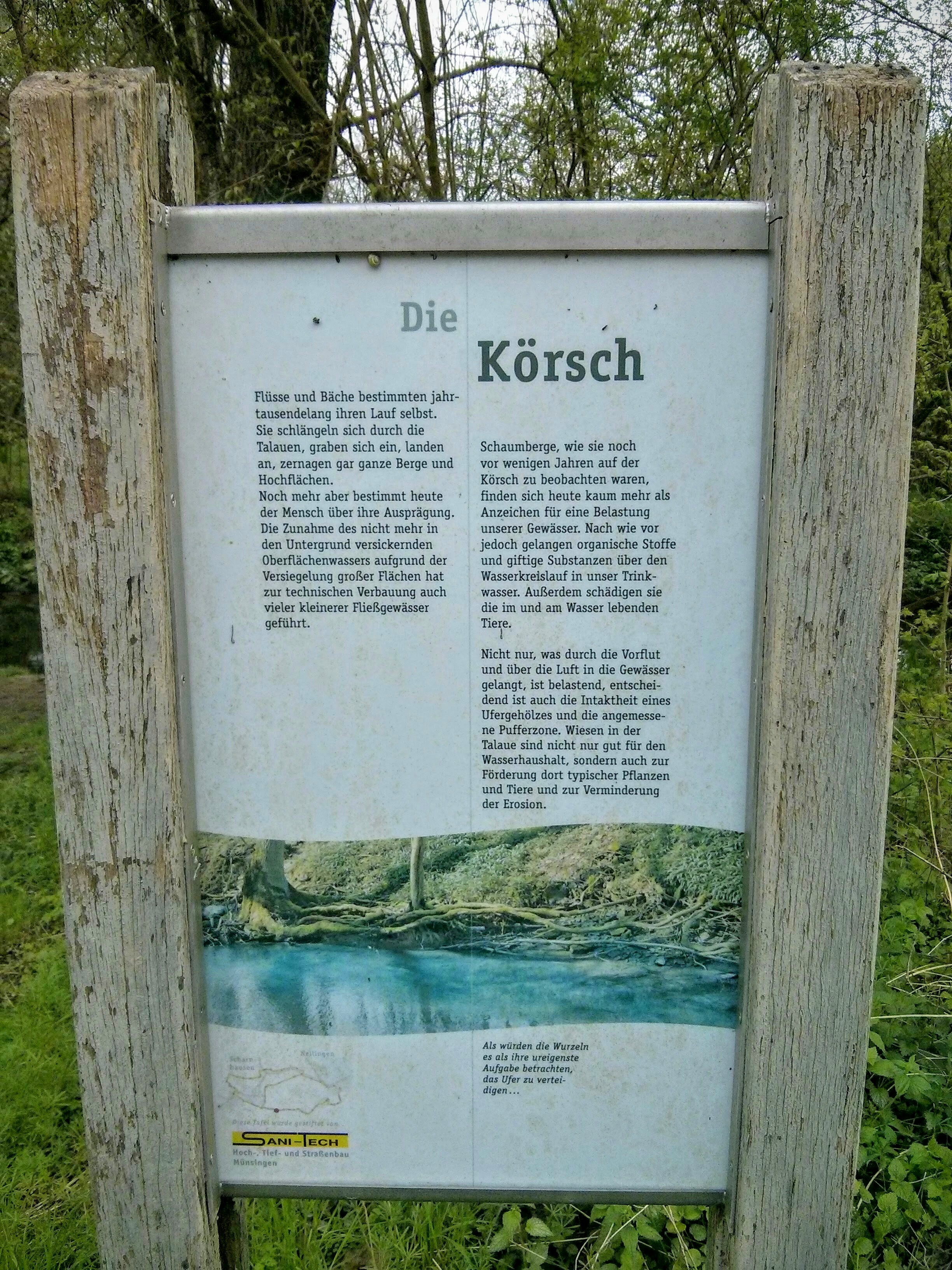
تابلوی اطلاعات برای کورش در Körschtal در نزدیکی Scharnhausen

پس از یک کیلومتر خوب به سمت جنوب شرقی، کرش اولین شاخه خود را دریافت می‌کند، شوارتزباخ است که از سمت راست به داخل می‌ریزد - که پس از مسیر کوتاه‌تر اشتاینباخ نیز نامیده می‌شود - که سرچشمه‌های آن در غرب نزدیک اشتوتگارت- روهر و دورللوانگ است. او با ۵٫۴ دارد کیلومتر - محاسبه شده بر روی دامنه‌های بلندتر بالای شوارتزباخ - بیشترین طول همه شاخه‌ها در بالادست است و تنها اولین شاخه از چندین شاخه سمت راست است که سرچشمه‌های بالایی آنها معمولاً کاملاً به برش عمیق دره نزدیک است. رایشن باخ که در جنوب غربی با فیلدرن هم‌مرز است و در شرق با کورش کاملاً دقیق روبرو می‌شود.
پس از این جریان، خود کرش بیشتر به سمت شرق، در زیر پله‌ای کورش از B جریان می‌یابد.<span typeof="mw:Entity" id="mwaA">&nbsp;</span>27 و به حفاظتگاه طبیعی Weidachwald و Zettachwald. در آن، دوباره به سمت جنوب شرقی حرکت می‌کند تا قبل از Plieningen، قبل از پایان منطقه حفاظت شده، شاخه بعدی از غرب به آن می‌ریزد، Frauenbrunnen. دوباره در مسیر خود از طریق Plieningen جریان می‌یابد، از باغ گیاه‌شناسی جدید دانشگاه هوهنهایم در شیب سمت چپ در لبه شرقی دهکده می‌گذرد، جایی که به اصطلاح Filderquerlinie جاده ایالتی است. ۱۰۱۶ او عبور می‌کند.
اصطبل اسب Neumühle و Stockhausen در پایین دره در ناحیه Kemnat قرار دارد. در مقابل مزرعه گل میخ زیر که Hofer Mühle نیز نامیده می‌شود، دریچه آتشفشانی Scharnhäuser بر روی خور خور سمت چپ Höfelbach قرار دارد که در چشم‌انداز توسط یک گودال معدنی قدیمی روی سنگ آتشفشانی که در دریچه باریک جامد شده‌است قابل تشخیص است. شارنهاوزن پایین دست را دنبال می‌کند که از طریق آن روهرباخ معرفی می‌شود. تراموا Esslingen–Nellingen–Denkendorf نزدیک به Krähenbach می‌رفت که از شمال در لبه شرقی روستا حرکت می‌کرد. این جریان در سیستم حوضه سرریز آب باران (RÜB) شهر Ostfildern یکپارچه شده‌است. در همین حال در مسیر شرقی-جنوب شرقی کرش، Wörnizhäuser Mühle در دره سمت چپ دنبال می‌شود و پس از آن، ۷۲۴ متر طول پل راه راه Körschtal از L 1202، تغذیه کننده اسلینگن به A<span typeof="mw:Entity" id="mwgA">&nbsp;</span>8، دره را در ارتفاع ۵۵ متری فرا گرفته‌است. اندکی پس از آن، رودخانه منطقه Ostfildern را ترک می‌کند و وارد منطقه Denkendorf می‌شود.
بلافاصله پس از یک ورودی کوتاه سمت چپ در حومه، کرش ابتدا از کنار استخر روباز دنکندورف می‌گذرد و سپس از صومعه سابق دنکودورف می‌گذرد که در سمت راست رودخانه قرار دارد. درست کمتر از یک کیلومتر جلوتر، طولانی‌ترین شاخه کرش، ۱۴٫۰، به رودخانه می‌ریزد. کیلومتر سمت راست سولزباخ. مرتفع‌ترین منابع آن در غرب و در دامنه Weidacherhöhe در نزدیکی Echterdingen قرار دارد. علاوه بر زهکشی فلات غربی بدون جنگل، منطقه جنگلی Sauhag در نزدیکی Neuhausen در پایین دست را نیز تخلیه می‌کند. جنوبی‌ترین نقطه رودخانه کرش نیز در محل تلاقی می‌رسد.
رودخانه اکنون بیشتر و بیشتر به سمت شمال می‌چرخد. جنگل در هر دو دامنه دره قرار دارد که تا ورود به دره نکار ادامه دارد. Friedrichsmühle، همچنین به عنوان Körschbachmühle شناخته می‌شود، به زودی در سمت راست قرار دارد، در انتهای منطقه Denkdorfer یک منطقه صنعتی در دره جنگلی عمیق در همان سمت پایین‌ترین مسیر وجود دارد. پس از آن، Körsch شهرداری را ترک می‌کند و کمی بیش از ۳۰۰ متر در قسمت باقی مانده از مرز بین منطقه شهر Esslinger در غرب و منطقه Deizisau در شرق قرار دارد. در زیر کورشبورگ سابق در سمت راست، کرش به ۲۴۲٫۱ m ü. NN جریان دارد.۲۴۲٫۱ m ü. NN پس از اجرای ۲۶٫۳ کیلومتر از منبع Sindelbach از سمت چپ به Neckar.

### حوضه آبریز
کرش مساحتی در حدود ۱۳۰ را زهکشی می‌کند کیلومتر مربع در مسیر تقریباً شرقی به نکار. حوضه آبریز آن در ناحیه طبیعی فیلدر است و شامل بخش‌های مرکزی و شمال غربی، یعنی نواحی جزئی Fildersattel شمالی (شماره ۱۰۶٫۱۳)، فیلدرمولد داخلی (شماره ۱۰۶٫۱۲) و گوشه کوچکی از دره Nürtinger-Esslinger Neckar (شماره 106.2). حوضه حوضه تقریباً شکل یک اژدهای جهت غرب به شرق با دراچنک نوک تیز در شرق دارد. حدود ۲۲٫۵ امتداد دارد کیلومتر از تقاطع بزرگراه اشتوتگارت در نزدیکی منبع Sindelbach به سمت شرق تا بالاترین نقطه Fildersspur، که توسط Plochinger Neckarknie احاطه شده‌است. در حدود ۱۱٫۵ آن مقابل آن است عریض‌ترین کیلومتر بین اشتوتگارتر باپسر در شمال و ارتفاعی در غرب پلاتنهارد در جنوب.
حوضه آبریز Würm که از طریق Nagold و Enz به مرکز Neckar زهکشی می‌کند، برای فاصله کوتاهی در نوک شمال غربی مرز دارد. در شمال غربی، اشتوتگارت Nesenbach مستقیماً به Neckar می‌رود. در پشت حوضه در سمت شمال شرقی، خود نکار نه چندان دور از آن از جنوب شرقی به شمال غربی جریان دارد، در جنوب شرقی نیز، این رودخانه بالای پلوچینگر نای آن رقیب بزرگ بعدی است. بیشتر در غرب در حوضه آبخیز جنوب شرقی، حوضه آبریز شعبه نکار آیچ در مقابل نکار فشار می‌آورد. رایشنباخ درست در پشت حوزه آبخیز جنوب غربی و به موازات آن به آیچ می‌ریزد.
بالاترین ارتفاع در حوضه آبریز در لبه آن در نزدیکی نوک غربی در Waldgewann Ochsen از Sindelfingen است، آن را کاملاً به ۵۲۵ m ü. NN نمی‌رسد.۵۲۵ m ü. NN حوضه‌های آبریز در جنوب غربی در برابر رایشن باخ و در شمال غربی در برابر نسنباخ برجسته‌ترین هستند.

### ورودی‌ها
فهرست شاخه‌ها و شاخه‌های سرچشمه، همچنین از مرتبه بالاتر، که هر کدام در زیر آب دریافت‌کننده فوری فرورفته و از منبعی به دهانه دیگر ردیف شده‌اند. با</img> دریاچه‌های جاری طول، منطقه دریاچه، حوضه آبریز، ارتفاع معمولاً با توجه به لایه‌های مربوطه خدمات نقشه آنلاین LUBW. به → پیوندهای وب مراجعه کنید. اطلاعات طول و مساحت به یک رقم اعشار گرد شده‌است.{{سخ}} نام توده‌های آبی با حروف کج، نام‌های خاص یکی از منابع مورد استفاده است، در غیر این صورت یک نام توصیفی به عنوان جایگزین انتخاب شده‌است که فقط قسمت‌هایی به خط مورب (نام دره‌ها، نام کوه‌ها، نام‌های برنده و غیره) از آن می‌آیند. منابع به عنوان نام‌های خاص{{سخ}} منابع دیگر ذکر شده‌است.
خاستگاه کورش تا حدود ۴۰۹ m ü. NN از طریق تلاقی Sindelbach و Aischbach در اشتوتگارت - Möhringen بین Unterer Brandstrasse و Dinghofstrasse.
دهانه کرش در مرز ناحیه از Deizisau به Esslingen در ۲۴۲٫۱ m ü. NN از سمت چپ و در نهایت جنوب به Neckar. Körsch در اینجا از مبدأ جریان منبع طولانی‌تر خود Sindelbach 26.8 است کیلومتر طول، در بخش نام آنها از تلاقی دو جریان منبع آنها ۲۱٫۱ کیلومتر و دارای کل حوضه آبریز ۱۳۰٫۱ است کیلومتر مربع

### مکان‌هایی در کرش
- اشتوتگارت-وایهینگن
- اشتوتگارت-موهرینگن
- اشتوتگارت-پلینینگن
- شارنهاوزن
- دنکدورف

## طبیعت و محیط زیست، مناطق حفاظت شده
کرش از چندین منطقه حفاظت شده عبور می‌کند. در قسمت بالایی منطقه اشتوتگارت بین Möhringen و Hohenheim، منطقه حفاظت از چشم‌انداز کل Körschtal با مساحت ۲۱۴٫۱ هکتار، تعیین شده توسط فرمان شهر اشتوتگارت در تاریخ ۱۰. نوامبر ۱۹۶۱ (منطقه حفاظت شده شماره ۱٫۱۱٫۰۲۸). در مرز ناحیه اسلینگن، کرش از منطقه حفاظت شده طبیعی شماره 1180- Häslachwald می‌گذرد.
دو منطقه حفاظت از چشم‌انداز در ناحیه اسلینگن وجود دارد. مساحت کورشتال میانی ۷۱۶٫۰ هکتار است و از ۱. حفاظت شده مرداد ۹۶ (منطقه حفاظت شده شماره ۱٫۱۶٫۰۹۲). منطقه Unteres Körschtal به دنبال آن است. این با حکم اداره منطقه 10  اسلینگن (ناحیه) است. اکتبر ۱۹۷۸ نیز به عنوان منطقه حفاظت از چشم‌انداز تعیین شده‌است. مساحت منطقه با شماره منطقه حفاظت شده ۱٫۱۶٫۰۱۴ ۴۷۴٫۰ هکتار است.
بر اساس گزارشی از سال ۲۰۲۱، کیفیت آب کرش «نامناسب تا متوسط» است. مخصوصاً در ماه‌های خشک تابستان، کورش بدون ورود به تصفیه‌خانه فاضلاب موهرینگن کاملاً خشک می‌شود. برای نوسازی تصفیه خانه فاضلاب برنامه‌ریزی شده‌است، اگرچه پس از آن فقط می‌توان انتظار بهبود متوسطی در کیفیت آب داشت.

## صید ماهی
باشگاه ماهیگیری Esslingen در Körsch و Sulzbach به مبلغ ۱۵ اجاره داده‌است. کیلومتر طول. گونه‌های ماهی یافت شده عبارتند از: قزل آلای قهوه ای، قزل آلای رنگین کمان، هالتر، چاق، روچ/راد، چوب دستی، مینا و سایر ماهی‌های سفید. هر ساله باشگاه ماهیگیری Esslingen an der Körsch اقداماتی را برای جوراب ساق بلند انجام می‌دهد. معمولاً در بهار فقط از قزل آلای قهوه ای استفاده می‌شود. Körsch یک چالش برای مگس ماهیگیران است.

## متفرقه
شهر تاریخی Wörnitzhausen/Wermeshausen، واقع در نزدیکی شارنهاوزن، در طول زمان بدون هیچ اثری ناپدید شده‌است. می‌توان فرض کرد که این شهر در حدود سال ۱۴۴۸ در جریان جنگ بین اسلینگن و وورتمبرگ سوخت.

## لینک‌های وب
- نقشه کورش و حوضه آبریز آن در: [۱۳]
- سه تصویر تاریخی از هانس شوونکل در کورشتال وجود دارد:
  - علفزار و جنگل‌های آبرفتی در امتداد سواحل کرش در نزدیکی Plieningen پایین دره. 5. سپتامبر ۱۹۴۱
  - کورشتال; برداشت میله‌های بید
  - علفزار با جسد، چهارراه در سراسر Körschtal بالاتر از Plieningen. 5. سپتامبر ۱۹۴۱